# Philippa Boyens
Philippa Boyens, MNZM, född 1962 i Auckland, Nya Zeeland, är en nyzeeländsk manusförfattare och producent. Hon är mest känd för att ha skrivit manuset till Peter Jacksons filmer trilogin om Härskarringen, King Kong, Flickan från ovan, samt den tre-delade filmserien Hobbiten, där samtliga är skrivna tillsammans med Jackson och Fran Walsh.
Hon, Jackson och Walsh vann en Oscar i kategorin bästa manus efter förlaga för Sagan om konungens återkomst vid Oscarsgalan 2004. Hon har även varit medproducent för samtliga av Jacksons filmer sedan King Kong, och i District 9.
Innan hon började med att skriva manus, jobbade Boyens på teatern som pjäsförfattare, lärare, producent och klippare. Hon tillbringade också tid som chef för Nya Zeelands Writer's Guild.
Boyens studerade på deltid vid Aucklands universitet, där hon tog examen med ett BA i engelska och historia år 1994. Hon fick mottaga priset Distinguished Alumni Award från universitetet år 2006.
Hon har tre barn, dottern Phoebe Gittins och sönerna Calum Gittins (båda med skådespelaren Paul Gittins) och Isaac Miller. Calum spelade rollen som Haleth in Sagan om de två tornen.

## Arbetet med Sagan om ringen
Boyens blev för första gången ett fan av Tolkiens verk som barn. När hon kom ombord för att hjälpa manusförfattarna med Härskarringen, hade hon redan läst böckerna sju gånger.

## Filmografi

### Manus
| År   | Titel                        | Not(er)   |
| ---- | ---------------------------- | --------- |
| 2001 | Sagan om ringen              | filmmanus |
| 2002 | Sagan om de två tornen       | filmmanus |
| 2003 | Sagan om konungens återkomst | filmmanus |
| 2005 | King Kong                    | filmmanus |
| 2009 | Flickan från ovan            | filmmanus |
| 2012 | Hobbit: En oväntad resa      | filmmanus |
| 2013 | Hobbit: Smaugs ödemark       | filmmanus |
| 2014 | Hobbit: Femhäraslaget        | filmmanus |

### Producent
| År   | Titel                   | Not(er)      |
| ---- | ----------------------- | ------------ |
| 2005 | King Kong               | medproducent |
| 2009 | District 9              | medproducent |
| 2009 | Flickan från ovan       | medproducent |
| 2012 | Hobbit: En oväntad resa | medproducent |
| 2013 | Hobbit: Smaugs ödemark  | medproducent |
| 2014 | Hobbit: Femhäraslaget   | medproducent |

### Musik
| År   | Titel                        | Not(er)                                             |
| ---- | ---------------------------- | --------------------------------------------------- |
| 2003 | Sagan om konungens återkomst | Låtskrivare "The Edge of Night", "The Green Dragon" |